# Luigi Pinedo

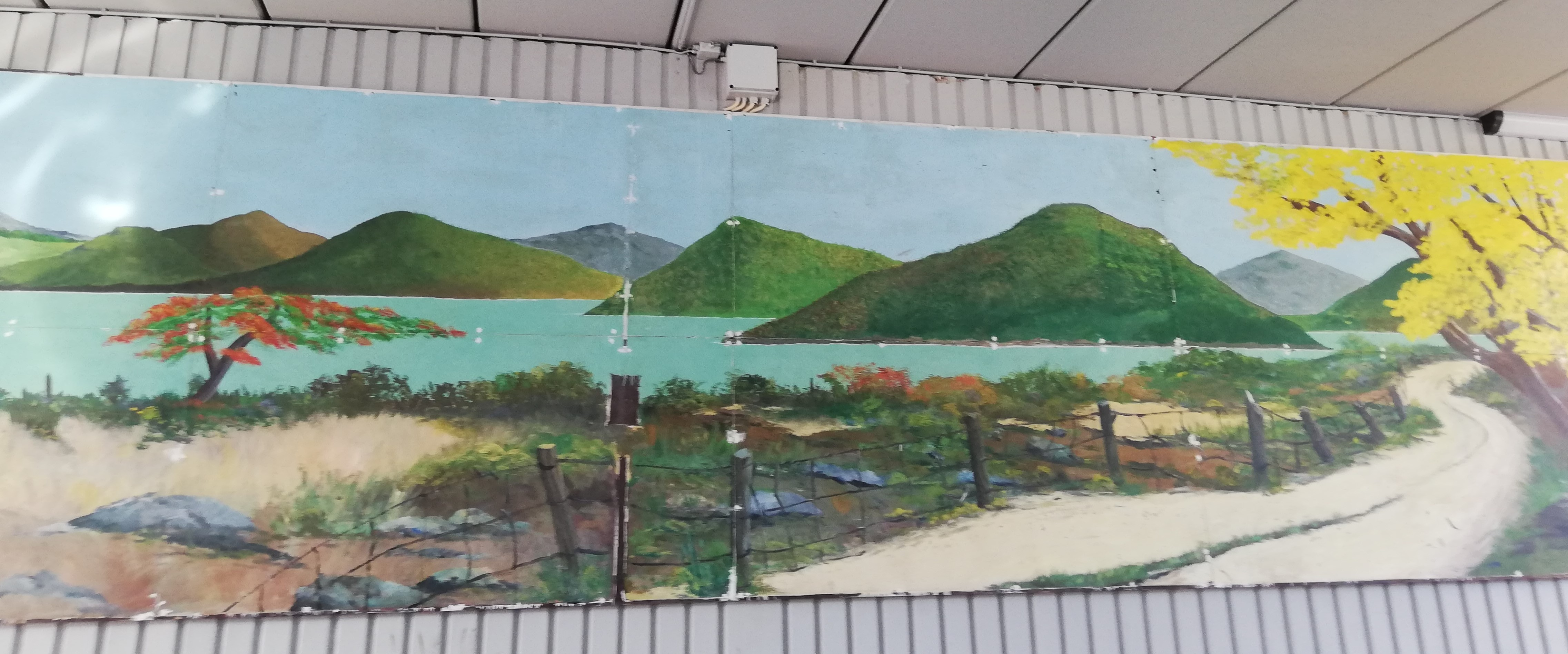
Muurschildering door Grupo Kadushi onder leiding van Luigi Pinedo, Otrobanda (1944)

Luis ("Luigi") Benjamin Pinedo (Willemstad, 23 juli 1926 – aldaar, 28 maart 2007) was een Curaçaos kunstschilder die bekend is geworden vanwege zijn natuur- en stadsgezichten van Curaçao en zijn woonplaats Willemstad. Veel van zijn schilderijen zijn afgedrukt op ansichtkaarten ter promotie van óf herinnering aan Curaçao. Pinedo is koninklijk geëerd met een zilveren eremedaille, verbonden aan de Orde van Oranje-Nassau op 8 april 1982 voor zijn oeuvre. Het werk van Pinedo wordt geëxposeerd in het Curaçaosch Museum.

## Biografie

### Jeugd en schilderen
Pinedo werd geboren in de wijk Otrobanda in Willemstad, en was de enige zoon van goudsmid Luis Bernardo Pinedo en naaister Remigia Rosaria de Lannoy. Reeds op het voortgezet onderwijs begon hij met schilderen, waarschijnlijk geïnspireerd door twee in hun vrije tijd schilderende ooms. Maar Pinedo had les nodig en volgde schriftelijke schildercursussen van onder andere de artistieke New York School. Om onduidelijke redenen vertrok Pinedo met zijn vader naar Venezuela voor een aantal jaren.
In Venezuela leerde hij het vak van elektricien en in 1951 keerde hij terug naar Curaçao, alwaar hij trouwde met Aura Tweeboom. Ze kregen twee dochters.
Al die tijd bleef hij schilderen. Pinedo volgde diverse workshops in Puerto Rico, Venezuela, Mexico en Colombia.

### Carrière
Aanvankelijk schilderde Pinedo romantische Curaçaose natuur- en stadsgezichten; vooral zijn liefde voor de oude binnenstad van Willemstad kwam hierin tot uiting. Maar van schilderen alleen kon Pinedo niet leven. Hij behaalde daarom zijn certificaat instrumentenmaker bij de Shell Technische School Curaçao. Later installeerde en onderhield hij liften en roltrappen op Curaçao en Aruba. Ook op Aruba schilderde hij natuurscènes buiten zijn werk als liftinstallateur.

### Zelf lesgeven, schilderwedstrijd en exposeren
Later zou Pinedo vanuit zijn woning les gaan geven aan de kinderen en volwassenen op Curaçao, en hij gaf acht jaar les aan het Instituto Venezolano para la Cultura y la Cooperacion Curazao (Nederlands: Venezolaans Instituut voor de Cultuur en Coöperatie Curaçao).
In 1965 begon hij met het exposeren van zijn werk. In 1966 nam Pinedo deel aan een internationale schilderwedstrijd uitgeschreven in de Venezolaanse hoofdstad Caracas ter nagedachtenis aan de Zuid-Amerikaanse vrijheidsstrijder Simón Bolívar; hij eindigde op de vijfde plek. Na zijn pensioen in de jaren tachtig begon hij ook abstracte schilderkunst te vervaardigen, waarbij hij speelde met het kubisme. De Abstracte Clowns zijn hier een bekend voorbeeld van.

### Overlijden
Pinedo overleed op 80-jarige leeftijd. Op 31 maart 2007 werd hij gecremeerd en is zijn as uitgestrooid in de Caraïbische Zee ter hoogte van de Tafelberg.

## Trivia
- Op 28 maart 2017 is in Otrobanda een gedenktegel met zijn beeltenis geplaatst.[6]
- Bevriend schilder en dichter Elis Juliana heeft een gedicht geschreven naar aanleiding van het overlijden van Pinedo.[1]